# Edinson Edgardo Farfán Córdova
Edinson Edgardo Farfán Córdova OSA (ur. 21 września 1974 w Tambo Grande) – peruwiański duchowny rzymskokatolicki, biskup-prałat Chuquibambilla w latach 2019-2024, biskup Chiclayo od 2024

## Życiorys

### Prezbiterat
Święcenia kapłańskie otrzymał 26 lipca 2008 w zakonie augustianów. Pracował głównie w zakonnych parafiach, był także m.in. mistrzem nowicjatu i domu dla pierwszych profesów, a także wykładowcą i ojcem duchownym seminarium w Chulucanas.
24 kwietnia 2018 został mianowany administratorem apostolskim prałatury terytorialnej Chuquibambilla.

### Episkopat
7 grudnia 2019 papież Franciszek mianował go ordynariuszem prałatury terytorialnej Chuquibambilla. Sakry udzielił mu 4 stycznia 2020 arcybiskup Miguel Cabrejos. 14 lutego 2024 papież Franciszek przeniósł go na urząd biskupa Chiclayo. 